# ¿Dónde está la luz?
¿Dónde está la luz? es el cuarto álbum de la banda WarCry publicado originalmente el 1 de febrero de 2005. Este trabajo fue bien recibido por los fanes de la banda. En cuanto a las letras de las canciones, hubo un cambio drástico, hablando más de temas sociales que el acostumbrado tema épico en la banda, pero con el mismo estilo fuerte que los caracteriza. Además, fue el primer trabajo con el bajista Roberto García.

## Lista de canciones
1. Nuevo mundo - 4:49
2. El anticristo - 5:14
3. El regreso - 4:59
4. Perdido - 5:22
5. Hacia el Infierno - 4:31
6. El amor de una Madre - 4:56
7. Contra el viento - 4:31
8. En un lugar sin Dios - 5:24
9. Tu ausencia - 4:43
10. El último - 6:02

## Contenido del DVD
1. Entrevista
2. Grabación
3. Extras

-Vídeo "Contra El Viento"
-Grabación De Los Coros
-Masterización

1. Créditos

## Formación
- Víctor García - Voz
- Pablo García - Guitarra
- Fernando Mon - Guitarra, coros
- Roberto García - Bajo
- Manuel Ramil - Teclados
- Alberto Ardines - Batería

- Datos: Q8076420